# 명탐정 코난의 에피소드 목록 (2016년~2020년)
아래는 애니메이션 작품인 《명탐정 코난》의 역대 에피소드 목록 (2016년~2020년)을 정리한 것이다. 극장판 스페셜과 디지털 리마스터 재방송은 제외하였다.

## 목록 (2016) / 804화~844화
| 804 |       | 코난과 에비조 카부키의 18번 미스테리 (전편) |                               | 2016년 1월 9일   |                  | 오리지널 ep 254            | 코난은 공원에서 놀던 중, 폭주하는 고급차를 보는데 자동차에서는 브레이크 오일이 서서히 흘러나오고 있었다. 브레이크가 작동하지 않는 차가 건널목에 다가가는 그 때, 코난은 스케이트보드를 타고 오른쪽 앞으로 날아들었고, 운전수인 호소오 타쿠야는 반사적으로 핸들을 왼쪽으로 꺾었다. 차는 고지재생공장의 옛 신문, 옛 잡지가 있던 구역 안으로 들어와 잡지더미를 들이박고 멈췄다. 차의 브레이크 호스에는 구멍이 열려있었다. 뒤따라 등장한 치바 형사는 살인미수사건으로 판단하고, 모리 부녀와 소노코도 현장에 온다. 그런데 알고보니 소노코와 호소오는 가부키 회의로 몇번 만난 적이 있는 친한 사이였는데... |
| 805 |       | 코난과 에비조 카부키의 18번 미스테리 (후편) |                               | 2016년 1월 16일  |                  | 오리지널 ep 254            | 카네코를 만나러 가던 도중, 누군가에게 머리에 천을 뒤집어 씌워지고 납치당한 코난. 의식을 잃은 코난은 암흑 속에서 눈을 뜬다. 그 곳은 철거 중인 빌딩의 안이었다. 머리 위에서는 중기의 바큇소리와 콘크리트를 부수는 드릴의 소리가 들려온다. 코난은 휴대폰이 없는 걸 눈치채고, 도움을 청하기 위해 탐정단 뱃지의 스위치를 누르지만 반응은 없었다. 한편, 코고로는 고급 호텔의 로비에서 상담 중인 호소오를 기다리고 있었다. 잠시 후 로비에서 4시간에 달하는 상담을 끝낸 호소오와 로스 존스가 나타난다. 사무소에 있는 란은 코난에게 할 말이 있어서 전화로 연락하지만 연결되지 않아서 이상하게 생각하는데... |
| 806 | 721화 | 복화술사의 착각 (전편)                      | 복화술사의 착각 (전편)        | 2016년 1월 30일  | 2017년 9월 19일  | 오리지널 ep 255            | 인기 복화술사의 의뢰를 받은 코고로를 따라온 란과 코난은 복화술사의 라이브 공연을 관람하게 된다. 의뢰인인 복화술사는 영혼의 친구인 인형에게 인격이 사로잡힌 복화술사가 아내를 살해하는 내용의 공연을 보인다. 복화술사의 의뢰 내용은 라이브 공연에서 보인 것처럼 자신이 다중인격이 되어버렸기 때문에 아내를 살해하지 않도록 감시해달라는 것이었다. 코고로는 의뢰를 거절하지만 다음날 아침에 의뢰인의 아내가 정말로 살해되는 사건이 발생, 의뢰인은 자신의 의식이 사라졌을 시기에 자신이 살해한 것이라고 자백하지만 사건 현장인 거실과 인접한 공간인 침실에서 의심스러운 점이 발견되는데... |
| 807 | 722화 | 복화술사의 착각 (후편)                      | 복화술사의 착각 (후편)        | 2016년 2월 6일   | 2017년 9월 26일  | 오리지널 ep 255            | 인기 복화술사 아내가 살해당하는 사건에서 의뢰인이었던 복화술사가 자신의 의식이 사라졌을 시기에 자신이 살해한 것이라고 진술하지만 현장 상황에서 아내의 외도 상대였던 복화술사의 제자가 스승을 모함한 것으로 보이는 단서가 포착되어 복화술사의 제자가 강력한 용의자로 떠오르게 된다. 하지만 용의자가 되어버린 복화술사의 제자는 강력히 범행을 부인하고 코난은 기자들 앞에서 사건을 언급하던 복화술사의 언동과 사건 현장 상황에서 의심스러운 점을 발견하고 복화술사에게 자신이 다중인격이 되어버렸기 때문에 아내를 살해한다고 제자가 스승을 모함한 것으로 보이는 사건을 다시 조사하는데... |
| 808 | 723화 | 카마이타치의 여관 (전편)                    | 낫족제비의 여관 (전편)        | 2016년 2월 13일  | 2017년 9월 26일  | 86권 File 5 ~ 8            | 카즈하와 헤이지를 따라서 나가노 산중에 있는 여관을 찾은 모리 부녀와 코난 일행은 여관에 나타났다던 카마이타치의 정체에 대해 취재하러 산중 여관을 방문한 잡지 기자인 나카마 다이고와 코야나기 미도리를 여관 안주인인 오노 타카미가 맞이하는 것을 보게 된다. 하지만 여관 안주인의 의부인 본조 씨가 분위기를 싸늘하게 만드는데 일행은 창고에 있다던 커다란 갈고리형 낫이 카마이타치의 낫이라는 가설을 확인하기 위해 창고에 가지만 갈고리 낫을 발견하자마자 백열전구가 깨지더니 창고에서 헤이지와 모리 탐정, 그리고 코야나기 미도리를 누군가 습격하고 이윽고 여관 안주인의 의부인 본조 씨의 비명소리가 들려오는데... |
| 809 | 724화 | 카마이타치의 여관 (후편)                    | 낫족제비의 여관 (후편)        | 2016년 2월 20일  | 2017년 10월 3일  | 86권 File 5 ~ 8            | 헤이지와 코난은 카마이타치의 창고 습격에 이어 본조 씨가 갈고리 낫이 꽃힌 채 발견되자 사건 현장의 상황을 사건 접수차 산중 여관을 방문한 야마무라 반장과 모리 탐정에게 설명한다. 본조 씨를 살해한 범인이 노천탕을 활용해 도망친 속임수를 해명하고자 하는 가운데 본조 씨의 비명 소리가 사건 녹화된 것일 가능성이 높아지는 가운데 범인이 어떻게 창고에 있던 갈고리형 낫을 훔쳐 여관 안주인의 의부인 본조씨에게 낫을 꽃고 알리바이를 만들 수가 있었는지 코난과 헤이지가 모리 탐정과 야마무라 반장에게 비명 이후의 사건 경과를 재현하는 실험을 시연해 일련의 사건을 일으킨 범인이 과연 누구인지 알아보자고 제안하는데... |
| 810 |       | 현경의 검은 어둠 (전편)                     |                               | 2016년 2월 27일  |                  | 86권 File 9 ~ 87권 File 2  | 타케다 신겐과 우에스기 신겐이 결전을 치루었다던 카와나카지마를 둘러보던 모리 부녀와 코난 일행은 야마토 경부 일행과 만나 야마모토 칸스케의 명소순례를 마치고 치쿠마 강변에서 경치를 감상하던 도중에 나가노 현경 타케다 반장의 목만 남은 시체를 발견하게 된다. 카노, 사에구사, 아키야마는 피해자인 반장이 단독 행동한 것으로 판단하지만 새로 부임한 쿠로다 수사과장은 만일을 위해 수사하라고 지시한다. 쿠로다 수사과장 명령대로 수사했더니 모로후시 경부가 타케다 반장과 관련된 2건의 사건을 발견하지만 공교롭게도 사건 당일 아침 야마토 반장으로 보이는 인물을 목격했다고 하는 증언이 떠오르는데... |
| 811 |       | 현경의 검은 어둠 (중편)                     |                               | 2016년 3월 5일   |                  | 86권 File 9 ~ 87권 File 2  | 타케다 반장 살인사건을 조사하던 도중 카노 형사마저 시체로 발견되자 유력한 용의자로서 야마토 반장이 떠오르는 가운데 아키야마 형사가 탐문 중 비에 젖은 옷을 갈아입고 오겠다고 말한 후에 강도범의 은신처로 추정되는 사이죠 산으로 갔다는 사에구사 형사의 전화가 모로후시 경부에게 전해진다. 쿠로다 수사과장 등과 동행하여 아키야마 형사를 찾던 도중 아키야마 형사의 다급한 함성이 들리고 자동차에 끌려 절벽 아래로 떨어지는 아키야마 형사를 목격하게 된다. 야마토 반장이 보낸 듯한 휴대전화 문자와 다른 정황 증거로 인해 연이은 일련의 사건을 일으킨 유력한 용의자가 야마토 반장인 것으로 좁혀지는데... |
| 812 |       | 현경의 검은 어둠 (후편)                     |                               | 2016년 3월 12일  |                  | 86권 File 9 ~ 87권 File 2  | 타케다 반장과 카노 쇼지 형사를 연이어 살해한 유력한 용의자로 야마토 반장이 지목되는 가운데 사에구사 경감이 야마토 경감으로 보이는 인물을 목격했다는 정보를 제공한 인물을 만난다는 명목으로 사이죠 산으로 야마토 경부를 만나러 모로후시 경부의 자동차를 운전하면서 사건은 절정을 향해 치닫는다. 하지만 사에구사 경감을 기다리고 있었던 인물은 야마토 반장이 아닌 야마토 반장인 척 문자를 보내 사에구사 경감을 살해하려 대기하고 있던 범인이었다. 그런데 모로후시 경감이 타고 왔던 모로후시 경부의 자동차의 트렁크에는 야마토 반장이 자신을 유력한 용의자로 유도한 진범을 기다리고 있다고 여겨지는데... |
| 쉰 한 번째 닫는 곡 : 두 사람의 초침 |       |                                             |                               |                  |                  |                            | |
| 813 | 725화 | 아무로를 덮치는 그림자                      | 안기준에게 다가오는 그림자    | 2016년 4월 16일  | 2017년 10월 3일  | 오리지널 ep 256            | 어떤 남성이 포와로에서 아침에도 불구하고 모닝세트 대신 햄샌드위치를 시킨다. 학교를 마치고 하교 하던 코난 일행들이 포와로 앞을 지나가자 코난은 의문의 남성이 아직도 포와로에 있는걸 의아해 한다. 코난은 포와로에 가서 아무로에게 아까 남자 손님이 아무로를 계속 보고 있었다며 말하고 아무로는 자신도 느꼈다고 말한다. 그리고 코난이 조직 사람이 아니냐고 물어보지만 조직 사람은 아닌 것 같다고 아무로는 말한다. 나중에 알고 보니 아무로가 만든 샌드위치에 반한 어느 빵집 청년이 샌드위치의 맛을 알아내기 위해 동분서주한 것이었는데... |
| 814 | 726화 | 블로그 여배우 살인사건 (전편)               | 블로그 여배우 밀실사건 (전편) | 2016년 4월 23일  | 2017년 10월 10일 | 87권 File 3 ~ 5            | 아가사 박사를 따라 호텔에 있는 케이크 뷔페를 방문하게 된 소년 탐정단(어린이 탐정단) 일행은 거기서 2명의 블로그 여배우를 만나게 되는데 미니 헬기를 조종하던 키타미 사야와 그것을 트집잡는 쇼노 쿄코였다. 공교롬게도 키타미 사야의 시중을 드는 이는 사쿠라코, 그 2명의 여배우는 호텔이 배경이 되는 연속극의 출연진으로 호텔에 머물고 있었다. 그런데 쇼노 쿄코는 키타미 사야에게 무언가 비밀을 잡고 있는 듯한 발언을 하고 이윽고 밀실에서 살해당한 채 발견되는데... |
| 815 | 727화 | 블로그 여배우 살인사건 (후편)               | 블로그 여배우 밀실사건 (후편) | 2016년 4월 30일  | 2017년 10월 10일 | 87권 File 3 ~ 5            | 여배우들에 관한 하이바라의 논평을 듣고 동기와 범행 은폐 수법을 알게 된 코난은 쇼노 쿄코가 키타미 사야에게 발언한 비밀이 무언지 깨닫고서 사건을 재연하고 쇼노 쿄코가 본래 키타미 쿄코에게 밝히려는 비밀과 키타미 사야가 쇼노 쿄코에게 살의를 품은 동기가 각기 다름에도 암호로 인해 비극이 일어났음을 밝혀내고 사건을 해결하며 현장을 떠나려는 순간 쿠로다 수사과장이 갑자기 나타나서 코난 일행과 아가사 박사에게 사건을 해결해 주었다며 감사의 인사를 전하는데... |
| 816 | 728화 | 딱하고 상냥한 우주인                        | 억울하고 착한 외계인          | 2016년 5월 7일   | 2017년 10월 17일 | 오리지널 ep 257            | 우주인 복장과 관련된 사고가 실제로는 피해자에게 협박받은 범인이 벌인 살인 사건임을 밝혀내며 해결하는 에피소드. |
| 마흔 세 번째 여는 곡 : 세계는 당신의 색이 된다 |       |                                             |                               |                  |                  |                            | |
| 817 | 729화 | 약혼녀의 실종                               | 사라진 피앙세                 | 2016년 5월 14일  | 2017년 10월 17일 | 오리지널 ep 258            | 사라진 약혼녀를 찾아달라는 재벌가 아들의 의뢰로 약혼녀가 얽힌 어느 치정 살인의 내막이 밝혀지는 에피소드. |
| 818 | 730화 | 코고로의 분노의 추격전(전편)                | 유명한, 분노의 대추적(전편)   | 2016년 5월 21일  | 2017년 10월 24일 | 오리지널 ep 259            | 란은 떠오르는 인기 가수인 리서 퍼플의 콘서트에 참석하기로 한다. 게다가 코고로는 그녀의 보디가드 역할을 하기로 한다. 그런데 공연이 시작되기 전에 괴한이 나타나 란을 리사 대신 납치한다. 납치범들이 실수를 찾아 내서 란을 숨겨 놓으려고 할 때 상황이 악화되는데... |
| 819 | 731화 | 코고로의 분노의 추격전(후편)                | 유명한, 분노의 대추적(후편)   | 2016년 5월 28일  | 2017년 10월 24일 | 오리지널 ep 259            | 소녀, 코고로, 코난, 메구레, 다카기를 찾는데 거의 의식이 없는 시간이 범인의 함정에 빠져 납치 사건이 발생하기 전에 란이 전화로 그를 쐈다는 것을 나타낸다. 그 후에 고객은 전화를 검색 할 수 있지만 경찰은 그를 붙잡을 준비가되어 있다. 그래서 란은 너무 늦기 전에 구출되었다. |
| 820 | 732화 | 대기실의 7명                                | 대합실의 7인                  | 2016년 6월 4일   | 2017년 10월 31일 | 오리지널 ep 260            | 비내리는 기차역에 모인 7명의 용의자를 심문하며 사건의 내막을 밝히면서 또다른 불상사를 막아내는 에피소드. |
| 821 | 733화 | 돈헤이사가 감추어진 비밀                    | 담병사가 숨긴 비밀            | 2016년 6월 11일  | 2017년 10월 31일 | 오리지널 ep 261            | 어느 형제가 사찰의 재산을 가로채려고 침입했다가 주지 스님에게 들키게 되는 에피소드. |
| 822 | 734화 | 용의자는 열애 커플 (전편)                   | 용의자는 열애 커플 (전편)     | 2016년 6월 18일  | 2017년 11월 7일  | 87권 File 10 ~ 88권 File 1 | J 리그 빅 오사카의 선수인 히고 류스케와 인기 아이돌인 오키노 요코가 백화점에서 사이 좋게 쇼핑하고 있었다는 열애 발각이 뉴스로 보도되어 히고의 팬인 하이바라와 요코의 팬인 모리 탐정은 큰 충격을 받는다. 히고와 요코는 같은 고등학교 졸업생이었지만 하이바라는 히고와 요코의 열애설 조사를 해달라고 모리 탐정에게 의뢰. 모리 탐정은 의지라는 명분이 있었기 때문에 두 사람의 열애가 사실인지를 알아보기로 하는데... |
| 823 | 735화 | 용의자는 열애 커플 (후편)                   | 용의자는 열애 커플 (후편)     | 2016년 6월 25일  | 2017년 11월 7일  | 87권 File 10 ~ 88권 File 1 | 빅 오사카 선수인 히고 류스케와 인기 아이돌인 요코의 열애 발각 뉴스가 보도된다. 히고와 요코는 히고의 고등학교 선배인 아스카가 J 리거 은퇴 후에 운영하는 레스토랑에서 식사를 하고 있었다. 코고로, 코난, 하이바라는 2 명을 감시하고 열애 사실인지 여부를 확인하려다가 히고와 요코가 창고에서 살해 된 아스카의 시체를 발견한다. 코난은 소믈리에인 야마다, 웨이터인 코노에, 웨이트리스인 미네코 중에 범인이 있다고 여기고 살인 사건과 얽힌 열애 발각 사건을 해결하기로 하는데... |
| 824 | 736화 | 소년탐정단 비피하기                         | 어린이 탐정단의 비 피하기     | 2016년 7월 9일   | 2017년 11월 14일 | 오리지널 ep 262            | 우연히 비를 피하러 들어간 저택에서 맞이한 살인 사건의 범인을 소년 탐정단이 기지를 발휘해 구속하는 에피소드. |
| 825 | 737화 | 조숫물 드는 공원 역전사건                   | 해수공원 반전사건             | 2016년 7월 16일  | 2017년 11월 14일 | 오리지널 ep 263            | 어느 바닷가 공원에서 발견된 시체를 둘러싼 공방 끝에 시체를 공원에 유기한 인물이 극적으로 밝혀지는 에피소드.(한)시즌 15의 마지막 에피소드 |
| 대한민국 16기 : Everything OK!!(일본판 마흔여섯 번째 여는 곡 <Everything OK!!>) 2018년 10월 2일 ~ 2019년 2월 12일 투니버스 (화 20:00~21:00;제 826화 ~ 제 864화) |       |                                             |                               |                  |                  |                            | |
| 826 | 738화 | 미인과 거짓말과 비밀                        | 미녀와 거짓말과 비밀          | 2016년 7월 23일  | 2018년 10월 2일  | 오리지널 ep 264            | 밀실 상태의 서재에서 죽어있던 남편을 발견한 아내의 발언과 사건 현장의 상황에서 느낀 기묘함으로 진실에 다가서는 에피소드.(한)시즌 16 시작 |
| 쉰 두 번째 닫는 곡 : SAWAGE☆LIFE |       |                                             |                               |                  |                  |                            | |
| 827 | 739화 | 죽을 정도로 맛있는 라면2 (전편)             | 죽을 만큼 맛있는 라면2 (전편) | 2016년 7월 30일  | 2018년 10월 2일  | 88권 File 2 ~ 88권 File 4  | 학교에서 돌아오는 도중에 코난, 란, 소노코, 세라는 라면 담론으로 분위기가 무르익어, 세라가 단골 라면집에 모두를 데리고 가게 된다. 그런데 그 가게는 예전에 독살 사건이 있었던 "진짜로 죽을만큼 위험라면 오구라"였다. 가게에는 오구라 점장과 종업원 마키 외에도 라면에 식초를 뿌려먹는 쇼노, 만두에 간장을 듬뿍 부어먹는 미즈시나, 그리고 국수에 후추를 많이 넣어서 먹으려 한 회사원 나카니시 오사무가 앉아 있었다. 코난은 양념을 많이 사용하는 3 명의 행동을 이상하게 생각하는데... |
| 828 | 740화 | 죽을 정도로 맛있는 라면2 (후편)             | 죽을 만큼 맛있는 라면2 (후편) | 2016년 8월 6일   | 2018년 10월 9일  | 88권 File 2 ~ 88권 File 4  | 갑자기 들이닥친 유미와 나에코였지만 1주 전 술집종업원인 아츠코를 살해한 강도살인범을 발견해서 "진짜로 죽을만큼 위험라럼 오구라"에 몰아넣었는데 라면에 식초를 뿌려먹는 쇼노, 만두에 간장을 뿌려먹는 미즈시나, 후추를 자주 찾는 회사원 나카니시 중 누군가라는 사실만 알아냈을 따름이었다. 그런데 오구라 점장은 그 당시에 손님이 한 명 더 있었다면서 유미와 세라가 잘 아는 누군가를 소개한다. 세라와 코난은 그 인물의 증언을 듣고서 호스를 돌리고 있었던 범인이 아직 수백만의 보물을 회수하고자 아직도 라면 가게로 오고 있다고 생각하는데... |
| 829 | 741화 | 불가사의한 소년                             | 신기한 소년                   | 2016년 8월 13일  | 2018년 10월 9일  | 오리지널 ep 265            | 어느 장난감 가게를 운영하던 노인이 고리사채업자를 장난감을 이용해 살해한 사건을 해결하는 에피소드. |
| 830 | 742화 | 좀비가 둘러싼 별장 (전편)                   | 좀비로 둘러싸인 별장 (전편)   | 2016년 9월 3일   | 2018년 10월 16일 | 88권 File 5 ~ File 9       | 코고로, 코난, 란은 좀비 영화의 촬영지에 갔다, 그곳에서 헤이지와 카즈하가 나타나게 된다. 한 커플이 이 별장 근처에서 목뼈가 부러진듯한 좀비를 보게 되었다고 해서, 이 말을 듣고 헤이지는 사실인지 확인하러 온 것이다. 그리고, 이 좀비 영화의 속편예고를 찍으러 온 영화 관계자들도 만나게 된다. 찰영자 중 프로듀서가 갑자기 사라지게 되고, 모두 함께 별장 안을 찾기 시작한다. 코난과 헤이지는 쓰러진 프로듀서를 발견하게 되고... |
| 831 | 743화 | 좀비가 둘러싼 별장 (중편)                   | 좀비로 둘러싸인 별장 (중편)   | 2016년 9월 10일  | 2018년 10월 16일 | 88권 File 5 ~ File 9       | 코난은 좀비 영화 촬영지의 대여 별장해서 프로듀서인 하라와키를 발견했다. 스마트폰에는 하라와키가 청산가리(독극물)을 마시는 동영상이 남아 있었다. 하지만, 신고를 하기 위해 차를 움직일 수 있는 것은 숨져버린 하라와키 뿐.. 휴대폰 전파도 터지지 않는 곳에서 코난은 경찰을 부를 수도 없는 상황... 밤 중에 복통을 호소하는 코고로(유명한)은 별장 주위에 좀비가 있다며, 란(미란)이와 카즈하(가영)에게 말한다. 란(미란)과 카즈하(가영)이는 처음에 믿지 않았지만, 그 후, 좀비 떼들이 덤벼들기 시작한다. 그리고 코난과 헤이지는 좀비들과 싸우게 되는데... |
| 832 | 744화 | 좀비가 둘러싼 별장 (후편)                   | 좀비로 둘러싸인 별장 (후편)   | 2016년 9월 17일  | 2018년 10월 23일 | 88권 File 5 ~ File 9       | 좀비 영화의 촬영지로 쓰리는 별장에서 하리와키에 이어서 쿄코마저 죽고 만다. 스마트폰에는 쿄코가 좀비에게 물려 죽게되는 영상이 담겨져 있고, 방에 있던 히라와키의 시신이 사라지고 만다. 코난과 헤이지(하인성)은 이번 사건이 8년 전의 부장이 죽은 사건과 관련이 있다고 생각한다. 코난은 8년 전의 사진과 카즈하의 말을 이번 사건의 실마리 삼아 사건의 진상에 다가서게 된다. 그리고 코난은 옷장의 장치에서 이번 사건의 트릭과 함께 범인이 누구인지 알아내게 되는데... |
| 833 | 745화 | 명탐정에겐 약점이 있으니                    | 명탐정에게도 약점은 있다      | 2016년 9월 24일  | 2018년 10월 23일 | 오리지널 ep 266            | 모리 탐정이 잡은 용의자가 연루되었던 사건의 관계자들이 연이어 살해당하는 일의 진상을 알아보는 에피소드. |
| 834 | 746화 | 두 번 죽은 남자 (전편)                      | 두 번 죽은 남자 (전편)        | 2016년 10월 1일  | 2018년 10월 30일 | 오리지널 ep 267            | 돈을 빌려주는 회사가 코고로를 고용하여 이상한 위협 편지의 저자를 밝혀내기로 한다. 코난과 코고로는 그들이 살고있는 건물로 간다. 근데 "죽어라"고 외치는 사람이 귀에 들어왔다. 그들이 들어오니, 칼을 든 사람이 휼기를 배에 박았으며, 다른 사람은 죽었다고 한다. 그런데 코고로는 희생자가 이미 목 졸려 죽었다고 전했다. |
| 835 | 747화 | 두 번 죽은 남자 (후편)                      | 두 번 죽은 남자 (후편)        | 2016년 10월 8일  | 2018년 10월 30일 | 오리지널 ep 267            | 살인 동기는 같은 돈을 빌려주는 사람에 대한 복수를 닮았다. 살인자는 이미 그가 죽은 후에 그를 찔 렀던 사람입니다. 코난은 코 고로 목소리로 사건을 해결합니다. |
| 836 | 748화 | 사이 나쁜 걸즈 밴드 (전편)                  | 사이 나쁜 걸스 밴드 (전편)    | 2016년 10월 15일 | 2018년 11월 6일  | 88권 File 10 ~ 89권 File 1 | 코난, 소노코, 란, 그리고 두 친구가 녹음 스튜디오에 가서 노래를 녹음하기로 결정. 그들은 곧 나오는 공연에 대해 논쟁하고 있는 여자 밴드의 멤버들인 키부네 소메카(문연화), 후에카와 타다코(정유진), 코구레 루미(소루미)를 만난다. 드러머는 나중에 스튜디오에서 교살된 것을 발견한 그녀의 밴드 멤버 3 명 중의 하나가 그녀를 살해한 것으로 추측되지만, 경찰이 그녀를 죽이는 데 사용된 끈 같은 무기를 찾을 수 없어서 조사에 몇 가지 문제가 발생하는데... |
| 837 | 749화 | 사이 나쁜 걸즈 밴드 (후편)                  | 사이 나쁜 걸스 밴드 (후편)    | 2016년 10월 22일 | 2018년 11월 6일  | 88권 File10 ~ 89권 File 1  | 메구레 경부는 밴드 멤버 3명 중의 하나에게서도 교살 무기를 찾을 수 없자 드러머가 종종 다른 밴드와 싸우며 다른 누군가가 살인을 범했을지 모른다는 결론에 도달하게 된다. 한편 남아있는 세 명의 밴드 멤버의 이야기를 들은 코난은 밴드 연습의 영상을 확인한다. 피해자를 죽이는 데 사용되는 끈 같은 무기가 스튜디오에서 발견되지 않았던 살인자가 누구이며 살인자가 사용했던 놀라운 트릭과 그 이유를 깨닫게 되는데... |
| 838 | 750화 | 푹신한 열기구에서의 괴사건                  | 두둥실 열기구의 괴사건        | 2016년 11월 5일  | 2018년 11월 13일 | 오리지널 ep 268            | 열기구 날리기 행사장에서 우연히 사고처럼 일어난 사건의 진상을 파헤치는 에피소드. |
| 839 | 751화 | 텐구의 목소리가 들린다                      | 천구의 소리가 들린다          | 2016년 11월 12일 | 2018년 11월 13일 | 오리지널 ep 269            | 하산 중에 길을 잘못 든 코고로와 란, 코난은 지나가던 향토사학자 시모무라 쇼조(하창섭)를 만나 인근에 민박집이 있다는 말을 듣는다. 그 곳에 도착해 경치를 감상하던 란과 코난은 창문 밖으로 공무소 경영자(한국어판은 건축사무소 경영자) 이마즈 시게오(이중만)와 촌장(한국어판은 이장) 마야마 쇼지(마상진)가 뒷돈 문제로 다투는 걸 목격한다. 다음 날, 돌아가는 버스 시간을 기다리다 인근에 텐구의 동굴이 있다는 말을 들은 란 일행은 동굴 구경을 나섰다. 이윽고 직원 히라이와 함께 동굴내부 화면을 함께 보다가 누군가 자살시도를 하는 장면을 목격해 동굴 안으로 서둘러 들어갔지만, 이미 촌장 마야마는 죽은 뒤였다. 한편, 코난은 이곳 저곳을 조사하다가 동굴 속에서 이따금씩 들려오는 텐구의 목소리를 듣고는 사건의 진상을 파악하는데...                                               |
| 840 | 752화 | 마지막 선물                                 | 마지막 선물                   | 2016년 11월 19일 | 2018년 11월 20일 | 오리지널 ep 270            | 어느 여성 용의자의 알리바이를 통해 밝혀지는 살인 사건의 내막을 파헤치는 에피소드. |
| 841 | 753화 | 비의 정류장                                 | 비 내리는 버스 정류장         | 2016년 11월 26일 | 2018년 11월 20일 | 오리지널 ep 271            | 억세게 내리는 비의 정류장 앞에서 일어난 교통사고의 전말을 접힌 우산을 통해 밝히는 에피소드. |
| SP | MOVIE | ONE: 작아진 명탐정                          | 에피소드 원 - 작아진 명탐정   | 2016년 12월 9일  | 2017년 2월 8일   | 1권 File 1 & 오리지널ep    | 신이치는 란과 함께 놀이공원에 놀러갔다가 제트코스터 살인사건을 해결한 후, 검은 옷을 입은 남자들의 수상한 거래 현장을 목격한다. 그러나 그들과 같은 조직원이었던 진이 자신의 등 뒤로 접근하는 것을 알아채지 못해 뒷통수를 맞고 쓰러지고, 진이 입에 넣은 알약을 먹고 일어나 보니 어린아이(코난)로 변해 있었다. 이번 신작에서는 1화 때 알려지지 않았던 신이치와 헤어졌을 때의 란의 마음, 신이치가 아이가 되었을 때 있었던 충격적인 사실들, 검은 조직의 진과 워커의 진정한 음모 등 그 이후 800회 이상의 이야기로 이어졌던 그 날의 진실이 속속들이 밝혀진다. - 20주년 기념 2시간 스페셜 방송으로, 1화 제트코스터 살인사건을 중심으로 코난 1화의 내용에 몇 가지 장면을 추가해 재구성하여 TV스페셜로 방송한 에피소드이다. - (한) 극장판으로서 2017년 2월 8일, CGV에서 단독 개봉하였다. |
| 842 | 754화 | 드라이브 데이트의 갈림길                    | 드라이브 데이트의 갈림길      | 2016년 12월 10일 | 2018년 11월 27일 | 오리지널 ep 272            | 어느 사건 의뢰인의 부탁으로 이뤄진 드라이브 데이트에서 얻어낸 어떤 사건의 정보로 숨겨진 진상을 밝혀내는 에피소드. |
| 쉰 세 번째 닫는 곡 : YESTERDAY LOVE |       |                                             |                               |                  |                  |                            | |
| 843 | 755화 | 탐정단은 오리무중 (전편)                    | 탐정단의 엇갈린 진술 (전편)   | 2016년 12월 17일 | 2018년 11월 27일 | 89권 File 2 ~ File 4       | 코난은 세라가 아카이의 여동생이 될 수 있으며 왜 미국을 떠나 일본으로 돌아갈 수 있었는지를 반추해본다. 그가 동생의 생사와 행적을 확인하기 위해 돌아왔을 적에 그는 이전에 FBI에서 일했던 것처럼 더 많은 정보를 요구하지 않은 이유가 궁금해 한다. 한편 아가사 박사는 탐정단과 점심 식사 중에 요리사가 칼에 찔리고 범인이 도망가는 사건이 발생한다. 코난은 겐타, 미츠히코와 아유미를 호출해 범인이 다른 계단을 벗어 났음을 알아낸다. 겐타, 미쓰히코, 아유미 모두가 범인을 보았지만 각자의 설명은 다른 사람들과 완전히 달라 사건 수사의 혼선이 빚어지는데... |
| 844 | 756화 | 탐정단은 오리무중 (후편)                    | 탐정단의 엇갈린 진술 (후편)   | 2016년 12월 24일 | 2018년 12월 4일  | 89권 File 2 ~ File 4       | 메구레 경부는 겐타, 아유미, 미츠히코에게 범인에 대해 질문하지만, 그들이 본 상대방의 증언은 매우 달라 혼선을 빚는다. 코난은 친구들의 감정을 손상시킨 특정 상황에서 같은 사람이 보였기 때문에 친구들의 증언이 모두 다르다는 것을 깨닫게 된다. 탐정단과 코난은 백화점의 여러 층을 방문하여 어째서 다른 범인을 보았다는 증언이 나오게 되었는지 확인한다. 결국 사건을 해결하고 마침내 코난은 영역 밖의 여동생과 하이바라의 닮은 점을 알아차리게 되는데... |

## 목록 (2017) / 845화~886화
| 845 | 757화 | 절체절명, 어둠 속의 코난 (전편)        | 절체절명 암흑 속의 코난 (전편)           | 2017년 1월 7일   | 2018년 12월 4일  | 오리지널 ep 273              | 코고로는 카라하시 그룹의 전담변호인 키미히코씨로부터 총수 고타로의 유언장이 금고에서 도난당했다는 의뢰를 받고 수사에 나선다. 한편, 코난은 소년탐정단과 함께 신작 게임을 사러 가던 중 문고리가 강제로 파손된 수상한 현장을 목격하고, 아이들을 먼저 보내고 사건을 조사하다가 누군가에 의해 발각되어 모처에 감금되고 만다. 코고로는 키미히코씨와 함께 고타로의 장례식을 준비하던 그의 자녀 코조, 미츠요, 에이스케를 찾아가 알리바이를 묻지만, 서로 달갑지 않은 관계라는 점과 아침에 서로 전화 연락을 주고 받았다는 사실만 확인한다. 그 시각, 하이바라는 소년탐정단의 연락을 받고 묘연해진 코난의 행방을 찾기 시작하고 코난은 자신이 감금된 곳이 운구차임을 알게 되는데... |
| 846 | 758화 | 절체절명, 어둠 속의 코난 (후편)        | 절체절명 암흑 속의 코난 (후편)           | 2017년 1월 14일  | 2018년 12월 11일 | 오리지널 ep 273              | 란은 코고로의 부탁을 받고 상복을 가져다 주기 위해 장례식장에 가던 길에 소년탐정단이 머뭇거리고 있는 것을 발견한다. 란을 만난 소년탐정단은 코난이 조사하던 사건과 코고로가 만나러 갔던 변호사 사무실이 무슨 관계가 있음을 직감하고, 코난을 구하기 위해 코고로가 갔다는 장례식장으로 향한다. 하지만 이미 고타로씨의 운구차는 출발한 뒤였고, 뒤따라 간 코고로 일행은 골롬보 반장의 도움으로 고타로의 관을 열어보지만 그 곳엔 코난이 없었다. 한편 하이바라는 고타로의 운구차 외에 폐차 예정인 구식 운구차가 비슷한 시간대에 출발했음을 알게 되고, 코난과 탐정단 뱃지로 교신하면서 그 차를 뒤쫓는다. 그러던 도중 코난은 사건의 전모를 파악하는데...                         |
| 847 | 759화 | 치바의 UFO 난사건 (전편)               | 이 형사의 UFO 미스터리 (전편)            | 2017년 1월 28일  | 2018년 12월 11일 | 89권 File 5 ~ File 7         | 치바 형사는 석달 전에 일어난 불가사의한 사건을 조사하고 있었다. 하이도 고교의 부지 안에서 콘크리트에 얼굴을 쳐박힌 상태로 질식사한 잡지 편집자인 나카츠, 시체와 함께 콘크리트에 쓰려져 있던 UFO 마니아아인 쿠치키가 용의자 선상에 오른다. 범인이 피해자의 머리에 씌워 질식사시킨 봉투 형태의 흉기는 발견되지 않았다. 쿠치키는 석달 전까진 침묵하고 있다가 수사가 재개되자 범행을 부인하고 UFO에서 내려온 우주인이 둥둥 떠있은 채로 피해자인 나카츠를 살해했다고 증언한다. 방범 카메라에도 UFO처럼 보이는 기분 상할 만한 그림자가 비추고 있었는데... |
| 848 | 760화 | 치바의 UFO 난사건 (후편)               | 이 형사의 UFO 미스터리 (후편)            | 2017년 2월 4일   | 2018년 12월 18일 | 89권 File 5 ~ File 7         | 얼굴을 콘크리트에 쳐박고 질식사한 나카츠, 함께 사건 현장에 쓰러져 있던 쿠치키는 용의를 부인하고 UFO에서 사건 현장으로 내려온 우주인이 나카츠를 살해했다고 증언한다. 방범 카메라에도 UFO와 유사한 그림자가 비춰지고 있었다. 코난은 치바 형사 일행과 쿠치키 집을 방문하여 쿠치키에게서 이야기를 듣는다. 방문한 쿠치키의 방에서 코난은 어떤 물건을 발견하고 쿠치키의 이해하지 못할 행동에 대한 이유를 알아낸다. 코난은 UFO를 목격한 와다 히나(양나래)에게 UFO의 형태를 확인하고 사건에 대한 진상을 알아낸 코난은 모두를 불러모아 실험을 진행하는데... |
| 849 | 761화 | 혼인 신고서의 암호 (전편)              | 혼인 신고서의 비밀번호 (전편)            | 2017년 2월 11일  | 2018년 12월 18일 | 89권 File 8 ~ File 10        | 순경인 유미는 왕장전에 관한 뉴스를 보고 나서야 거동이 수상해 보였던 자신의 전 남친 하네다가 쇼기 기사라는 것을 처음으로 알게 된다. 수년 전, 하네다에게 봉투를 건네받고 7장을 모을 때까지 열지 않았으면 좋겠다고 요청받았던 유미지만 하네다가 쇼기의 7관왕 자격을 갖추기 위해 준비하는 것을 모르고 있었다. 그런 유미를 보고서 사토 형사는 봉투의 내용물을 혼인 신고서라고 추측하지만 당일 아침에 유미는 봉투가 끼워진 잡지를 쓰레기장에 두고 왔는데 유미 일행이 다시 쓰레기장을 방문해 보지만 잡지는 사라져 있었다. 지나가던 코난과 함께 있던 소년 탐정단도 유미에게 협력해 봉투를 찾아보기로 하는데...                                                                 |
| 850 | 762화 | 혼인 신고서의 암호 (후편)              | 혼인 신고서의 비밀번호 (후편)            | 2017년 2월 18일  | 2018년 12월 25일 | 89권 File 8 ~ File 10        | 유미의 말을 듣고서 코난은 관리인이 봉투가 끼워진 잡지를 쓰레기장에서 꺼내 다시 유미의 방문 앞에다 놓았다고 추측, 관리인 하치즈카 코로쿠(박호영)를 만나지만 하치즈카(박호영)는 하네다가 유미에게 건네준 봉투에 들어있던 혼인 신고서를 숨겨버리고 컴퓨터에 8자리 숫자로 이뤄진 암호를 걸어둔다. 방에 있던 암호를 해독하고 8자리의 숫자를 입력하면 봉투의 소재를 알아낼 수가 있는데 코난은 1장으로는 성립하지 않는 암호일 수도 있음을 생각해 모두와 함께 다른 1장의 암호를 찾아보게 된다. 그러던 도중, 유미는 암호 종이가 원본이 아닌 복사된 것임을 알아채고 코난은 실마리로 암호를 해독, 유미가 암호를 컴퓨터를 입력하기로 하는데...                                     |
| 851 | 763화 | 사랑의 지옥 순례 투어 (벳푸편)         | 사랑의 지옥 순례 투어 (온성편)           | 2017년 3월 4일   | 2018년 12월 25일 | 오리지널 ep 274              | 코고로의 제안에 따라 벳푸로 기차여행을 떠난 코난과 란이었지만 기차여행을 가자고 권유한 코고로는 수상하게도 묵비권을 행사하고 있었다. 알고보니 코고로는 인물 찾기 의뢰를 수행할 겸 벳푸로 떠난 것이다. 한편 권총 강도 사건을 수사하던 타카기였지만 사토와 우애를 돈독하게 하고자 휴가를 내고서 오이타로 방문한다. 하지만 코고로의 사건은 타카기와 사토의 휴가지에 사건을 불러온다. 반면 이를 모르던 타카기와 사토였지만 코고로가 불러온 사건의 관계자가 타카기의 사건과 관련 있음을 알게 되고... |
| 852 | 764화 | 사랑의 지옥 순례 투어 (오이타편)       | 사랑의 지옥 순례 투어 (대부편)           | 2017년 3월 11일  | 2019년 1월 1일   | 오리지널 ep 274              | |
| 853 | 765화 | 벚꽃반의 추억 (란 Girl)                | 벚꽃반의 추억 (미란 GIRL)                | 2017년 3월 18일  | 2019년 1월 1일   | 87권 File 6 ~ File 9         | |
| 854 | 766화 | 벚꽃반의 추억 (신이치 Boy)             | 벚꽃반의 추억 (도일 BOY)                 | 2017년 3월 25일  | 2019년 1월 8일   | 87권 File 6 ~ File 9         | |
| 855 | 767화 | 사라진 검은 띠의 수수께끼              | 사라진 검은 띠의 수수께끼                | 2017년 4월 15일  | 2019년 1월 8일   | 오리지널 ep 275              | |
| 856 | 768화 | 유명 부부의 비밀                       | 돈 많은 부부의 비밀                      | 2017년 4월 22일  | 2019년 1월 15일  | 오리지널 ep 276              | |
| 857 | 769화 | 베이커 마을 반복 미스터리 (전편)       | 베이커가 연쇄 미스터리 (전편)            | 2017년 4월 29일  | 2019년 1월 15일  | 오리지널 ep 277              | |
| 858 | 770화 | 베이커 마을 반복 미스터리 (후편)       | 베이커가 연쇄 미스터리 (후편)            | 2017년 5월 6일   | 2019년 1월 22일  | 오리지널 ep 277              | |
| 859 | 771화 | 어두운 언덕 길                         | 어둠 속의 위험한 산길                    | 2017년 5월 13일  | 2019년 1월 22일  | 오리지널 ep 278              | |
| 860 | 772화 | 도난 방지 시스템의 함정                | 방범시스템의 함정                        | 2017년 5월 20일  | 2019년 1월 29일  | 오리지널 ep 279              | |
| 861 | 773화 | 17년 전과 같은 현장 (전편)             | 17년 전과 똑같은 현장 (전편)             | 2017년 6월 3일   | 2019년 1월 29일  | 89권 File 11 ~ 90권 File 2   | 부동산 회사 사장인 히야마(하만수)가 아가사 박사가 발명한 가위를 쥐고서 죽은 채 발견되어 아가사 박사가 참고인으로 현장에 가게 되었는데 하네다 코지(우호진) 건으로 사건에 관심이 있던 코난과 오키야 스바루(최수현)는 아가사 박사의 동행인으로서 현장을 방문하게 된다. 현장에서 히야마 사장을 발견한 건 사탕 가게(한국어판에서는 장난감 가게)를 운영했던 센바(서아반)였는데 센바를 수상하게 여기던 아가사 박사의 추리와는 다르게 센바(서아반)는 현장인 집안으로 흉기를 지닌채 들어올 수도 없었다. 17년 전의 하네다 코지 건과 유사한 점이 사건 현장에 있었기에 센바(서아반)의 행동을 재현하던 코난과 오키야 스바루(최수현)는 모순을 느끼게 되는데...                       |
| 862 | 774화 | 17년 전과 같은 현장 (후편)             | 17년 전과 똑같은 현장 (후편)             | 2017년 6월 10일  | 2019년 2월 5일   | 89권 File 11 ~ 90권 File 2   | 코난과 오키야 스바루(최수현)는 센바가 사건을 일으킨 범인으로 범행 도구인 흉기를 히야마 사장의 경호원이 모르게 지붕으로 던져 사건 현장으로 반입하여 범행을 저지른 것으로 본다. 코난과 오키야 스바루의 추리를 듣게 되자 센바(서아반)는 범행을 자백하고 히야마(하만수) 사장이 자신의 가족을 구슬려 본인 모르게 사탕 가게를 히야마 사장에게 양도한 것을 알게 되자 복수심에 불타올라 범행을 저지르게 되었다고 고백한다. 이후 사건 현장에 남아 있던 수수께끼를 풀이하는 과정에서 코난과 오키야 스바루가 문자 재배열을 하자 하네다 코지(우호진) 건에서 지금까지 몰랐던 놀라운 사실을 발견하게 되는데...                                                                       |
| 863 | 775화 | 영혼 탐정 살해 사건 (전편)             | 영혼탐정 살해사건 (전편)                 | 2017년 6월 17일  | 2019년 2월 5일   | 90권 File 3 ~ 5              | 코고로는 하네다 코지(우호진)의 영혼을 불러내겠다는 홋타 가이토(강희동)의 사무실에서 걸려온 전화를 받는다. 처음에 거절한 코고로였지만 늦은 밤에 방영되며 오키노 요코가 진행자라는 사실에 받아들이고 코난과 함께 호텔 로비에서 디렉터 코쿠리 산페이(오상배)를 만나 가이토의 시체를 발견하게 된다. 후에 사건 현장을 둘러보는 동안 옆방에 세라 마스미가 머무는 객실이 있음을 알게 된 코난은 자신이 세라의 방에 목소리 변조 나비 넥타이를 두고 온 것을 기억하지 못한채 현장으로 복귀한다. 한편 코난이 두고 온 나비 넥타이를 나중에 세라와 함께 머무는 메리가 집어들게 되는데...                                                                                             |
| 864 | 776화 | 영혼 탐정 살해 사건 (후편)             | 영혼 탐정 살해 사건 (후편)               | 2017년 6월 24일  | 2019년 2월 12일  | 90권 File 3 ~ 5              | 코난은 사건 현장을 둘러보는 동안 범인이 사용한 속임수를 간파하게 되고 코고로를 잠재워 사건을 해결하려 하지만 목소리 변조 나비 넥타이를 옆방에 두고 온 것을 나중에서야 깨닫게 된다. 한편 세라는 코고로의 목 뒷덜미 근처에 자신의 휴대전화를 놓고 나비 넥타이를 통해 목소리를 변조한 메리의 추리를 들려준다. 메리가 밝힌 범인은 디렉터 코쿠리 산페이, 트릭은 코난이 생각한 것과 같았다. 추리로 자신이 범인이며 자신의 범행이 드러나자 산페이는 가이토가 저질렀던 부도덕한 행적을 범행 동기로 밝힌다. 추후에 메리는 세라에게 코난에 대하여 경고하는데... (한)시즌 16의 마지막 에피소드                                                                                    |
| 쉰 네 번째 닫는 곡 : 꿈 이야기 |       |                                        |                                          |                  |                  |                              | |
| 대한민국 17기 : Everything OK!!(일본판 마흔여섯 번째 여는 곡 <Everything OK!!>) 2019년 8월 2일 ~ 12월 13일 투니버스 (금 20:00~21:00; 865화 ~ 903화 중 2화 미방영) |       |                                        |                                          |                  |                  |                              | |
| 865 | 777화 | 입이 험한 구관조                       | 입이 거친 구관조                         | 2017년 7월 8일   | 2019년 8월 2일   | 오리지널 ep 280              | 어느 나른한 오후, 코난과 겐타, 그리고 미츠히코는 공터에서 공놀이를 하고 있었는데 옆집에서 어떤 남자가 괴성을 지른다. 피해자는 구관조를 기르고 있었는데 구관조는 날아가고 없었다. 피해자를 살해했을 것으로 추정되는 인물은 피해자의 조카, 피해자의 말동무, 그리고 피해와 거래를 하던 도서 판매상이었다. 사건 현장에서 날아간 구관조를 발견한 모리 탐정 부녀가 사건 현장에 도착하고서 구관조는 요상한 행동을 하면서 사건 현장을 배회한다. 코난은 용의자의 발언과 이러한 광경을 보고 누가 범행을 저질렀는지 깨닫고 어찌된 일인지 알게 되었는데... (한)시즌 17 시작 |
| 866 | 778화 | 배신의 스테이지 (전편)                 | 배신의 스테이지 (전편)                   | 2017년 7월 15일  | 2019년 8월 2일   | 90권 File 6 ~ 9              | |
| 867 | 779화 | 배신의 스테이지 (후편)                 | 배신의 스테이지 (후편)                   | 2017년 7월 23일  | 2019년 8월 9일   | 90권 File 6 ~ 9              | |
| 868 | 780화 | 기적 소리가 들리는 고서점              | 기적소리가 들리는 헌책방                 | 2017년 7월 29일  | 2019년 8월 9일   | 오리지널 ep 281              | |
| 마흔 다섯 번째 여는 곡 : Lie, Lie, Lie, |       |                                        |                                          |                  |                  |                              | |
| 869 | 781화 | 절벽에서 사라진 코난 (전편)            | 절벽으로 사라진 코난 (전편)              | 2017년 8월 5일   | 2019년 8월 16일  | 오리지널 ep 282              | |
| 870 | 782화 | 절벽에서 사라진 코난 (후편)            | 절벽으로 사라진 코난 (후편)              | 2017년 8월 12일  | 2019년 8월 16일  | 오리지널 ep 282              | |
| 871 | 783화 | 노부나가 450 사건                      | 전신장 450 사건                          | 2017년 9월 2일   | 2019년 8월 23일  | 오리지널 ep 283              | |
| 872 | 784화 | 코난과 헤이지의 누에 전설 (울음소리편) | 코난과 하인성의 라이오 전설 (울음소리편) | 2017년 9월 9일   | 2019년 8월 23일  | 90권 File 10 ~ 91권 File 3   | |
| 873 | 785화 | 코난과 헤이지의 누에 전설 (손톱자국편) | 코난과 하인성의 라이오 전설 (발톱자국편) | 2017년 9월 16일  | 2019년 8월 30일  | 90권 File 10 ~ 91권 File 3   | |
| 874 | 786화 | 코난과 헤이지의 누에 전설 (해결편)     | 코난과 하인성의 라이오 전설 (해결편)     | 2017년 9월 23일  | 2019년 8월 30일  | 90권 File 10 ~ 91권 File 3   | 오오카 모미지의 첫 등장. |
| 875 | 787화 | 불가사의한 예지 불상                   | 불가사의한 예지 불상                     | 2017년 9월 30일  | 2019년 9월 6일   | 오리지널 ep 284              | |
| 쉰 다섯 번째 닫는 곡 : 도월교 ~그대를 생각하며~ |       |                                        |                                          |                  |                  |                              | |
| 876 | 788화 | 기계태엽 목격자                        | 기계장치의 목격자                        | 2017년 10월 7일  | 2019년 9월 6일   | 오리지널 ep 285              | |
| 877 | 789화 | 교차하는 운명의 두 사람                | 교차하는 운명의 두 사람                  | 2017년 10월 14일 | 2019년 9월 20일  | 오리지널 ep 286              | |
| 878 | 790화 | 탈의실의 사각 (전편)                   | 탈의실의 사각 (전편)                     | 2017년 10월 28일 | 2019년 9월 20일  | 91권 File 11 ~ 92권 File 2   | |
| 879 | 791화 | 탈의실의 사각 (후편)                   | 탈의실의 사각 (후편)                     | 2017년 11월 4일  | 2019년 9월 27일  | 91권 File 11 ~ 92권 File 2   | |
| 880 | 792화 | 탐정단과 유령의 집                     | 탐정단과 유령저택                        | 2017년 11월 11일 | 2019년 9월 27일  | 오리지널 ep 287              | |
| 881 | 793화 | 잔물결의 마법사 (전편)                 | 잔물결의 마법사 (전편)                   | 2017년 11월 18일 | 2019년 10월 4일  | 92권 File 3 ~ 5              | |
| 882 | 794화 | 잔물결의 마법사 (후편)                 | 잔물결의 마법사 (후편)                   | 2017년 11월 25일 | 2019년 10월 4일  | 92권 File 3 ~ 5              | |
| 883 | 795화 | 그림책에서 튀어나온 폭탄마 (전편)      | 그림책에서 튀어나온 폭탄범 (전편)        | 2017년 12월 2일  | 2019년 10월 11일 | 오리지널 ep 288              | |
| 884 | 796화 | 그림책에서 튀어나온 폭탄마 (후편)      | 그림책에서 튀어나온 폭탄범 (후편)        | 2017년 12월 9일  | 2019년 10월 11일 | 오리지널 ep 288              | |
| 885 | 797화 | 수수께끼는 카페 포아로에서 (전편)      | 수수께끼 풀이는 카페 포와로에서 (전편)   | 2017년 12월 16일 | 2019년 10월 18일 | 92권 File. 11 ~ 93권 File. 2 | |
| 886 | 798화 | 수수께끼는 카페 포아로에서 (후편)      | 수수께끼 풀이는 카페 포와로에서 (후편)   | 2017년 12월 23일 | 2019년 10월 18일 | 92권 File. 11 ~ 93권 File. 2 | 이오리 무가(허준혁)의 첫 등장. |

## 목록 (2018) / 887화~926화
| 887 | 799화 | 괴도키드와 기계상자 (전편)                | 괴도키드의 기계 장치 상자 (전편) | 2018년 1월 6일   | 2019년 10월 25일 | 91권 File 4 ~ 6           | |
| 888 | 800화 | 괴도키드와 기계상자 (후편)                | 괴도키드의 기계 장치 상자 (후편) | 2018년 1월 13일  | 2019년 10월 25일 | 91권 File 4 ~ 6           | |
| 889 | 801화 | 신임교사와 해골사건 (전편)                | 신임 교사의 해골 사건 (전편)     | 2018년 1월 20일  | 2019년 11월 1일  | 91권 File 7 ~ 9           | 1학년 B반 보조 담임으로 와카사 루미(위스카 아람)가 부임하고 소년탐정단과 와카사 선생은 체육 시간 준비를 위해 학교 구석에 위치한 오래된 창고를 방문하게 된다. 하지만 창고 지하에 갇히게 되고 이윽고 부패된 사체를 발견하고 곁에 암호표를 보게 되는데...                                         |
| 890 | 802화 | 신임교사와 해골사건 (후편)                | 신임 교사의 해골 사건 (후편)     | 2018년 1월 27일  | 2019년 11월 1일  | 91권 File 7 ~ 9           | 학교 구석 창고 지하에 오래 방치된 사체 곁의 암호표를 해독하던 코난은 학교 근처를 어슬렁거리는 강도단의 소행임을 알아차리고 그들을 일망타진하려고 하지만 강도단이 먼저 앞질러 코난 일행의 움직임을 막아버리는 가운데 위기가 다가오는데...                                                       |
| 891 |       | 에도 막부 말기 유신 미스터리 (야마구치편) |                                  | 2018년 2월 3일   |                  | 오리지널 ep 289           | |
| 892 |       | 에도 막부 말기 유신 미스터리 (하기편)     |                                  | 2018년 2월 10일  |                  | 오리지널 ep 289           | |
| 893 | 803화 | 별이 있는 레스토랑의 수수께끼             | 별이 달린 레스토랑의 비밀        | 2018년 2월 24일  | 2019년 11월 8일  | 오리지널 ep 290           | |
| 894 | 804화 | 이웃집의 에도풍 추리쇼 (전편)             | 옆집 일식 요리사의 추리쇼 (전편) | 2018년 3월 3일   | 2019년 11월 8일  | 92권 File 5 ~ 7           | 와키타 카네노리(김상우)의 첫 등장. |
| 895 | 805화 | 이웃집의 에도풍 추리쇼 (후편)             | 옆집 일식 요리사의 추리쇼 (후편) | 2018년 3월 10일  | 2019년 11월 15일 | 92권 File 5 ~ 7           | |
| 896 | 806화 | 하얀 손의 여자 (전편)                     | 하얀 손의 여자 (전편)            | 2018년 3월 17일  | 2019년 11월 15일 | 91권 File 8 ~ 10          | 학예회 준비를 위해 와카사 선생의 자택을 방문한 코난과 소년 탐정단 일행은 옆방 이웃인 프로 골퍼가 용의 선상에 오른 살인 사건과 조우한다. 해당 골프 선수는 자신도 피해자라며 피해 정황 증거를 대지만 코난은 오히려 완전 범죄를 노리는 범인의 발뺌으로 보게 되는데...                             |
| 897 | 807화 | 하얀 손의 여자 (후편)                     | 하얀 손의 여자 (후편)            | 2018년 3월 24일  | 2019년 11월 22일 | 91권 File 8 ~ 10          | 코난은 골프 선수가 범행을 저질러다고 확신하지만 확실한 증거가 없는 가운데 미츠히코는 프로 골퍼 얼굴의 필적을 재현하려고 하이바라의 도움을 받으려 한다. 소년 탐정단의 이러한 행동으로 말미암아 코난은 범죄의 중대한 증거가 있음을 깨닫고 증언을 다시 검토하는데...                              |
| 898 | 808화 | 케이크가 녹았다!                          | 케이크가 녹았다!                 | 2018년 4월 7일   | 2019년 11월 22일 | 오리지날 ep 291           | |
| 899 | 809화 | 진범의 함성                               | 진범의 비명소리                  | 2018년 4월 28일  | 2019년 11월 29일 | 오리지날 ep 292           | |
| 900 | 810화 | 밀실의 수수께끼 추리쇼                    | 밀실의 수수께끼 풀이쇼           | 2018년 5월 5일   | 2019년 11월 29일 | 오리지널 ep 293           | |
| 901 | 811화 | 키사키 변호사의 SOS (전편)                | 노애리 변호사 SOS (전편)         | 2018년 5월 12일  | 2019년 12월 6일  | 93권 File 3 ~ 5           | 모리 탐정 부녀와 만날 예정인 키사키 변호사 앞으로 자칭 키사키 변호사 피해자 모임이라는 3인조 괴한이 침입해 납치를 감행한다. 인질 상태가 되어 숨어다니는 키사키 변호사는 기지를 발휘해 딸의 메신저에 문자 메시지를 넣고 신고를 기다리지만 범인 집단이 눈치채게 되는데...                        |
| 902 | 812화 | 키사키 변호사의 SOS (후편)                | 노애리 변호사 SOS (후편)         | 2018년 5월 19일  | 2019년 12월 6일  | 93권 File 3 ~ 5           | 코난의 기지로 어렵게 난관을 넘어 키사키 변호사의 피해를 알게 된 모리 탐정 부녀, 하지만 범행 현장과 현황을 모르는 가운데 키사키 변호사를 보호하고 범인 집단의 범죄를 밝히기 위해 첨보 작전 같은 암호 문자를 해석하며 감금 장소를 추적해 키사키 변호사 구출을 도모하게 되는데...                 |
| 마흔 일곱 번째 여는 곡 : 카운트다운 |       |                                           |                                  |                  |                  |                           | |
| 903 | 813화 | 닮은 숙적                                 | 닮은 사람끼리 견원지간           | 2018년 5월 26일  | 2019년 12월 13일 | 오리지널 ep 294           | (한)시즌 17의 마지막 에피소드. |
| 대한민국 18기 : 별의 아이(일본판 예순 두 번째 닫는 곡 〈별의 아이〉) (2020년 9월 18일 ~ 2021년 8월 23일, 904화 ~ 935화 투니버스 (금 20:00~21:00 →월 19:30~21:30)) |       |                                           |                                  |                  |                  |                           | |
| 904 | 814화 | 무승부의 끝                               | 무승부의 결말                    | 2018년 6월 16일  | 2020년 9월 18일  | 오리지널 ep 295           | (한)시즌 18 시작. 코지마 겐타(고뭉치)의 기존 담당 성우의 해외 거주 및 코로나19 감염 우려로 배역이 한인숙에서 김도희로 교체됨. |
| 905 | 815화 | 7년 후의 목격 증언 (전편)                 | 7년 후의 목격 증언 (전편)        | 2018년 6월 23일  | 2020년 9월 18일  | 오리지널 ep 296           | |
| 906 | 816화 | 7년 후의 목격 증언 (후편)                 | 7년 후의 목격 증언 (후편)        | 2018년 6월 30일  | 2020년 9월 25일  | 오리지널 ep 296           | |
| 907 | 817화 | J리그의 경호원                            | 프로 리그의 수호자               | 2018년 7월 14일  | 2020년 9월 25일  | 오리지널 ep 297           | |
| 908 | 818화 | 강 바닥에 흐르는 우정                     | 강물에 흘러간 우정               | 2018년 7월 21일  | 2020년 10월 9일  | 오리지널 ep 298           | (한) 10월 2일은 추석 특집으로 결방함. |
| 쉰 일곱 번째 닫는 곡 : 운명 |       |                                           |                                  |                  |                  |                           | |
| 909 | 819화 | 불타는 텐트의 불가사의 (전편)             | 불타는 텐트의 괴이함 (전편)      | 2018년 7월 28일  | 2020년 10월 9일  | 93권 File 6 ~ 8           | 보조 담임인 와카사 선생을 따라 야영장을 방문한 코난 일행은 야영을 하고 있는 대학 농구 선수 일행과 친해져 저녁을 함께 하게 된다. 하지만 일행 중 하나가 텐트 안에서 화염에 휩싸여 사망하자 근처에서 잠복하듯이 야영텐트에 있단 쿠로다 관리관이 유미나가 경부를 호출하게 되는데..                 |
| 910 | 820화 | 불타는 텐트의 불가사의 (후편)             | 불타는 텐트의 괴이함 (후편)      | 2018년 8월 4일   | 2020년 10월 16일 | 93권 File 6 ~ 8           | 쿠로관 관리관의 호출을 받고 현장으로 출동한 유미나가 경부는 코난 일행의 증언을 통해 일행 사이에 동기가 있음을 알게 되고 쿠로다 관리관과 유미나가 경부가 수사를 진행하는 동안 와카사 선생은 소년 탐정단 일행에게 천칭형 장난감을 만들어주며 사건 수사를 관망하며 코난을 사건 해결로 이끄는데... |
| 911 | 821화 | 메구레 경부로부터의 의뢰                  | 골롬보 반장의 의뢰               | 2018년 9월 1일   | 2020년 10월 16일 | 오리지널 ep 299           | |
| 912 | 822화 | 모델이 된 탐정단                          | 모델이 된 어린이 탐정단          | 2018년 9월 8일   | 2020년 10월 23일 | 오리지널 ep 300           | |
| 913 | 823화 | 끌려간 코난(전편)                         | 납치된 코난(전편)                | 2018년 9월 15일  | 2020년 10월 23일 | 오리지널 ep 301           | |
| 914 | 824화 | 끌려간 코난(후편)                         | 납치된 코난(후편)                | 2018년 9월 22일  | 2020년 10월 30일 | 오리지널 ep 301           | |
| 쉰 여덞 번째 닫는 곡 : Aozolighter |       |                                           |                                  |                  |                  |                           | |
| 915 | 825화 | 여고생 탐정 스즈키 소노코                 | 고등학생 탐정 정보라             | 2018년 9월 29일  | 2020년 10월 30일 | 오리지널 ep 302           | |
| 마흔 여덞 번째 여는 곡 : 타임라인 |       |                                           |                                  |                  |                  |                           | |
| 916 | 826화 | 사랑과 추리의 검도대회 (전편)             | 사랑과 추리의 검도대회 (전편)    | 2018년 10월 6일  | 2020년 11월 6일  | 93권 file 9 ~ 94권 File 1 | |
| 917 | 827화 | 사랑과 추리의 검도대회 (후편)             | 사랑과 추리의 검도대회 (후편)    | 2018년 10월 13일 | 2020년 11월 6일  | 93권 file 9 ~ 94권 File 1 | |
| 918 | 828화 | 미니 페트롤카 대 추격전                   | 교통 순찰차 대추적               | 2018년 10월 27일 | 2020년 11월 13일 | 오리지널 ep 303           | |
| 919 | 829화 | 여고생 트리오와 비밀의 카페 (전편)        | 청솔고 삼총사 비밀의 카페 (전편) | 2018년 11월 3일  | 2020년 11월 13일 | 94권 File. 2 ~ 4          | |
| 920 | 830화 | 여고생 트리오와 비밀의 카페 (후편)        | 청솔고 삼총사 비밀의 카페 (후편) | 2018년 11월 10일 | 2020년 11월 20일 | 94권 File. 2 ~ 4          | |
| 921 | 831화 | 살의의 합승                               | 승합차는 살의를 싣고             | 2018년 11월 17일 | 2020년 11월 20일 | 오리지널 ep 304           | |
| 922 | 834화 | 사라진 소년탐정단                         | 사라진 어린이 탐정단             | 2018년 11월 24일 | 2020년 12월 4일  | 오리지널 ep 305           | (한) 마음이 담긴 휴대폰줄 (후편) 다음으로 방영됨 |
| 923 | 835화 | 코난이 없는 날                            | 코난이 없는 날                   | 2018년 12월 1일  | 2020년 12월 4일  | 오리지널 ep 306           | |
| 924 | 836화 | 귤나무 밭에 해가 지다                     | 감귤밭에 해는 진다               | 2018년 12월 8일  | 2020년 12월 11일 | 오리지널 ep 307           | |
| 925 | 832화 | 마음이 담긴 스트랩 (전편)                 | 마음이 담긴 휴대폰줄 (전편)      | 2018년 12월 15일 | 2020년 11월 27일 | 94권 File. 5 ~ 7          | 축구 관람을 마치고 박사님 댁으로 돌아온 코난 일행은 하이바라가 오는 도중 소중한 스트랩을 분실한 사실을 알게 된다. 교토 수학 여행에 혈안이 되어 있던 코난은 해독제를 얻기 위해 사건 해결을 위해 수사를 진행하기 시작하고 오키야 스바루의 소개로 아무로 토오루도 수사에 함께하게 되는데...       |
| 926 | 833화 | 마음이 담긴 스트랩 (후편)                 | 마음이 담긴 휴대폰줄 (후편)      | 2018년 12월 22일 | 2020년 11월 27일 | 94권 File. 5 ~ 7          | 축구 스타디엄에서 박사님 댁까지 가는 동안 분실된 스트랩이 실은 도난당한 것으로 밝혀지고 누가 어떤 이유에서 스트랩을 가져가 스트랩을 어디에 두었는지에 대한 수사가 이루어진다. 이윽고 스트랩을 찾길 했지만 코난에 대한 서운함으로 하이바라는 코난에게 해독제를 주는 것을 거절하려고 하는데...   |

## 목록 (2019) / 927화~964화
| 927 | 844화(SP) | 붉은 수학여행 (선홍편)                | 진홍의 수학여행 (선홍편1)                                           | 2019년 1월 5일   | 2021년 8월 23일                              | 94권 File 8 ~ 95권 File 2 | 1시간 스페셜 / (자막판 1월 27일 극장개봉, 우리말 VOD로 개봉) (한) 선홍·연홍 편은 TV 방영 시 각 2화로 분할 방영됨. |
| 927 | 845화(SP) | 붉은 수학여행 (선홍편)                | 진홍의 수학여행 (선홍편2)                                           | 2019년 1월 5일   | 2021년 8월 23일                              | 94권 File 8 ~ 95권 File 2 | 1시간 스페셜 / (자막판 1월 27일 극장개봉, 우리말 VOD로 개봉) (한) 선홍·연홍 편은 TV 방영 시 각 2화로 분할 방영됨. |
| 928 | 846화(SP) | 붉은 수학여행 (연홍편)                | 진홍의 수학여행 (연홍편1)                                           | 2019년 1월 12일  | 2021년 8월 23일                              | 94권 File 8 ~ 95권 File 2 | 1시간 스페셜 / (한) 시즌 18의 마지막 에피소드. |
| 928 | 847화(SP) | 붉은 수학여행 (연홍편)                | 진홍의 수학여행 (연홍편2)                                           | 2019년 1월 12일  | 2021년 8월 23일                              | 94권 File 8 ~ 95권 File 2 | 1시간 스페셜 / (한) 시즌 18의 마지막 에피소드. |
| 929 | 837화     | 창가에 서 있는 여자 (전편)            | 창밖을 바라보는 여인 (전편)                                         | 2019년 2월 2일   | 2020년 12월 11일                             | 오리지널 ep 308           | |
| 930 | 838화     | 창가에 서 있는 여자 (후편)            | 창밖을 바라보는 여인 (후편)                                         | 2019년 2월 9일   | 2020년 12월 18일                             | 오리지널 ep 308           | |
| 931 | 839화     | 기타큐슈 미스테리 투어 (코쿠라편)     | 구주도 미스터리 투어 (소창편)                                       | 2019년 2월 16일  | 2020년 12월 18일                             | 오리지널 ep 309           | |
| 932 | 840화     | 기타큐슈 미스테리 투어 (모지편)       | 구주도 미스터리 투어 (문사편)                                       | 2019년 2월 23일  | 2021년 1월 8일                               | 오리지널 ep 309           | (한) 2020년 12월 25일~2021년 1월 1일은 방송사 사정으로 쉼. |
| 933 | 841화     | 서러브레드 유괴 사건 (전편)           | 서러브레드 납치 사건 (전편)                                         | 2019년 3월 9일   | 2021년 1월 8일                               | 오리지널 ep 310           | |
| 934 | 842화     | 서러브레드 유괴 사건 (후편)           | 서러브레드 납치 사건 (후편)                                         | 2019년 3월 16일  | 2021년 1월 15일                              | 오리지널 ep 310           | |
| 935 | 843화     | 점술사와 세 명의 손님                 | 점술사와 세 명의 손님                                               | 2019년 3월 23일  | 2021년 1월 15일                              | 오리지널 ep 311           | |
| 대한민국 19기(우리말 자막) (2021년 1월 6일 ~ 5월 7일, 투니버스 (수,목 22:00~23:00→수,목,금 22:00~22:30, 936화 ~ 1003화 중 9화 미방영)) 19기(우리말 녹음) 여는 곡: 새빨간 Lip (일본판 쉰 한 번째 여는 곡 <새빨간 Lip>) 19기(우리말 녹음) 닫는 곡: 별의 아이 (일본판 예순 두 번째 닫는 곡 <별의 아이>) (2021년 9월 10일 ~ [[12월 17일 투니버스 (금 20:00~20:45, 936~970화, 952~954화는 스페셜 방영, 965~968화는 극장판으로 방영)) |           |                                       |                                                                     |                  |                                              |                           | |
| 936 | 848화     | 푸드코드의 음모                       | 푸드 트럭의 음모                                                    | 2019년 4월 13일  | 2021년 1월 6일(자막) 2021년 9월 10일(더빙)   | 오리지널 ep 312           | (한) 시즌 19의 첫화. |
| 937 | 849화     | 거인 타로스의 필살권(전편)            | 거인 탈로스의 필살권(전편)                                          | 2019년 4월 20일  | 2021년 1월 6일(자막) 2021년 9월 10일 (더빙)  | 오리지널 ep 313           | |
| 938 | 850화     | 거인 타로스의 필살권(후편)            | 거인 탈로스의 필살권(후편)                                          | 2019년 4월 27일  | 2021년 1월 7일(자막) 2021년 9월 17일(더빙)   | 오리지널 ep 313           | |
| 939 | 851화     | 위험한 화석 채집                      | 위험한 화석 채집                                                    | 2019년 5월 4일   | 2021년 1월 7일(자막) 2021년 9월 17일(더빙)   | 오리지널 ep 314           | |
| 940 | 852화     | 모습을 감춘 연인                      | 사라져 버린 연인                                                    | 2019년 5월 11일  | 2021년 1월 13일(자막) 2021년 9월 24일(더빙)  | 오리지널 ep 315           | |
| 쉰 번째 여는 곡 : ANSWER |           |                                       |                                                                     |                  |                                              |                           | |
| 941 | 853화     | 마리아를 찾아라 (전편)                | 마리아를 찾아라 (전편)                                              | 2019년 6월 1일   | 2021년 1월 13일(자막) 2021년 9월 24일(더빙)  | 95권 File.3 ~ 5           | 쿠도 저택 앞에 많은 보도진이 모인다. 인터넷에서 신이치가 붉은 텐구 살인 사건을 해결했다고 화제가되고있다. 코난은 소동이 진정되는까지 아가사의 집에 몸을 감추는 것이다. 방과후 하이바라, 겐타, 아유미, 미츠 히코는 담임 고바야시 요청, 히가시 오 마리아의 집을 방문한다. 언제나 등교 한 마리아가 학교를 결석 했다는 것이다. 마리아는 타계 한 할머니가 남긴 보물을 찾고있을 가능성이 높고, 하이바라들은 보물 찾기 팁이 적힌 메모 해독에 도전하지만... |
| 942 | 854화     | 마리아를 찾아라 (후편)                | 마리아를 찾아라 (후편)                                              | 2019년 6월 8일   | 2021년 1월 14일(자막) 2021년 10월 1일(더빙)  | 95권 File.3 ~ 5           | |
| 943 | 855화     | 도쿄 노파 걸즈 컬랙션                 | 도쿄 할머니 걸스 컬랙션(자막) 토토 실버 걸즈 컬렉션(더빙)           | 2019년 6월 15일  | 2021년 1월 14일(자막) 2021년 10월 1일(더빙)  | 오리지널 ep 316           | |
| 944 | 855화     | 좋아요의 대가 (전편)                  | 좋아요의 대가 (전편)                                                | 2019년 6월 22일  | 2021년 1월 20일(자막) 2021년 10월 8일(더빙)  | 오리지널 ep 317           | |
| 945 | 856화     | 좋아요의 대가 (후편)                  | 좋아요의 대가 (후편)                                                | 2019년 6월 29일  | 2021년 1월 20일(자막) 2021년 10월 8일(더빙)  | 오리지널 ep 317           | |
| 946 | 857화     | 저주의 보석 보르자의 눈물 (전편)      | 저주 받은 보석 보르자의 눈물 (전편)                                 | 2019년 7월 13일  | 2021년 1월 21일(자막) 2021년 10월 15일(더빙) | 오리지널 ep 318           | |
| 947 | 858화     | 저주의 보석 보르자의 눈물 (후편)      | 저주 받은 보석 보르자의 눈물 (후편)                                 | 2019년 7월 20일  | 2021년 1월 21일(자막) 2021년 10월 15일(더빙) | 오리지널 ep 318           | |
| 948 | 859화     | 공룡의 짓눌린 남자                    | 공룡에 깔린 남자                                                    | 2019년 7월 27일  | 2021년 1월 27일(자막) 2021년 10월 29일(더빙) | 오리지널 ep 319           | (한) 브라운 담당인 황원 성우의 개인 사유로 녹음 참여가 어려워 이 화부터 유해무 성우가 대신 맡게 됨. |
| 949 | 860화     | 라디오의 고민 상담 (도전 편)          | 라디오 고민 상담 (도전 편)                                          | 2019년 8월 3일   | 2021년 1월 27일(자막) 2021년 10월 29일(더빙) | 오리지널 ep 320           | |
| 950 | 861화     | 라디오의 고민 상담 (수수께끼 풀이 편) | 라디오 고민 상담 (풀이 편)                                          | 2019년 8월 10일  | 2021년 1월 28일(자막) 2021년 11월 5일(더빙)  | 오리지널 ep 320           | |
| 951 | 862화     | 기적 소리가 들리는 고서점 2           | 기적 소리가 들리는 고서점 2(자막) 기적 소리가 들리는 헌책방2(더빙)  | 2019년 8월 17일  | 2021년 1월 28일(자막) 2021년 11월 5일(더빙)  | 오리지널 ep 321           | |
| 예순 번째 닫는 곡 : Sissy Sky |           |                                       |                                                                     |                  |                                              |                           | |
| 952 | 863화(SP) | 미궁 칵테일 (전편)                    | 미궁 칵테일 (전편)                                                  | 2019년 8월 31일  | 2021년 12월 8일                              | 95권 File 6 ~ 9           | VOD로 다시보기만 가능 |
| 953 | 864화(SP) | 미궁 칵테일 (중편)                    | 미궁 칵테일 (중편)                                                  | 2019년 9월 7일   | 2021년 12월 8일                              | 95권 File 6 ~ 9           | VOD로 다시보기만 가능 |
| 954 | 865화(SP) | 미궁 칵테일 (후편)                    | 미궁 칵테일 (후편)                                                  | 2019년 9월 14일  | 2021년 12월 8일                              | 95권 File 6 ~ 9           | VOD로 다시보기만 가능 |
| 955 | 866화     | 곤충 인간의 비밀                      | 곤충 인간의 비밀                                                    | 2019년 9월 28일  | 2021년 2월 3일(자막) 2021년 11월 12일(더빙)  | 오리지널 ep 322           | |
| 956 | 867화     | 수수께끼 수상버스 (전편)              | 수수께끼 풀이 수상 버스 (전편)                                      | 2019년 10월 13일 | 2021년 2월 4일(자막) 2021년 11월 12일(더빙)  | 오리지널 ep 323           | |
| 957 | 868화     | 수수께끼 수상버스 (후편)              | 수수께끼 풀이 수상 버스 (후편)                                      | 2019년 10월 20일 | 2021년 2월 5일(자막) 2021년 11월 19일(더빙)  | 오리지널 ep 323           | |
| 958 | 869화     | 푸들과 산탄총 (전편)                  | 푸들과 산탄총 (전편)                                                | 2019년 11월 9일  | 2021년 2월 10일(자막) 2021년 11월 19일(더빙) | 오리지널 ep 324           | |
| 959 | 870화     | 푸들과 산탄총 (후편)                  | 푸들과 산탄총 (후편)                                                | 2019년 11월 16일 | 2021년 2월 11일(자막) 2021년 11월 26일(더빙) | 오리지널 ep 324           | |
| 960 | 871화     | 미망인과 탐정단                       | 과부와 어린이 탐정단                                                | 2019년 11월 23일 | 2021년 2월 12일(자막) 2021년 11월 26일(더빙) | 오리지널 ep 325           | |
| 961 | 872화     | 호화 야영 글램핑장의 괴사건           | 글램핑장의 괴사건                                                   | 2019년 11월 30일 | 2021년 2월 17일(자막) 2021년 12월 3일(더빙)  | 오리지널 ep 326           | |
| 962 | 873화     | 모리 코고로의 대 강연회 (전편)        | 모리 코고로의 대 강연회 (전편)(자막) 유명한의 대강연회 (전편)(더빙) | 2019년 12월 7일  | 2021년 2월 18일(자막) 2021년 12월 3일(더빙)  | 오리지널 ep 327           | |
| 963 | 874화     | 모리 코고로의 대 강연회 (중편)        | 모리 코고로의 대 강연회 (중편)(자막) 유명한의 대강연회 (중편)(더빙) | 2019년 12월 14일 | 2021년 2월 19일(자막) 2021년 12월 10일(더빙) | 오리지널 ep 327           | |
| 964 | 875화     | 모리 코고로의 대 강연회 (후편)        | 모리 코고로의 대 강연회 (후편)(자막) 유명한의 대강연회 (후편)(더빙) | 2019년 12월 21일 | 2021년 2월 24일(자막) 2021년 12월 10일(더빙) | 오리지널 ep 327           | |

## 목록 (2020) / 965화~992화
| 965 | SP    | 괴수 고메라 VS 가면 야이바 (서편)    | 괴수 고메라 VS 가면 사나이                                                     | 2020년 1월 4일   | 2022년 4월 27일                              | 오리지널 ep 328            | 4주동안 스페셜 |
| 966 | SP    | 괴수 고메라 VS 야이바 (파편)         | 괴수 고메라 VS 가면 사나이                                                     | 2020년 1월 11일  | 2022년 4월 27일                              | 오리지널 ep 328            | 4주동안 스페셜 |
| 967 | SP    | 괴수 고메라 VS 야이바 (급편)         | 괴수 고메라 VS 가면 사나이                                                     | 2020년 1월 18일  | 2022년 4월 27일                              | 오리지널 ep 328            | 4주동안 스페셜 |
| 968 | SP    | 괴수 고메라 VS 야이바 (결편)         | 괴수 고메라 VS 가면 사나이                                                     | 2020년 1월 25일  | 2022년 4월 27일                              | 오리지널 ep 328            | 4주동안 스페셜 |
| 969 | 876화 | 카가 아가씨 미스테리 투어 (전편)     | 가가 아가씨 미스테리 투어 (전편)(자막) 가하 아가씨 미스터리 투어 (전편) (더빙) | 2020년 2월 15일  | 2021년 2월 25일(자막) 2021년 12월 17일(더빙) | 오리지널 ep 329            | 에도가와 코난, 모리 란, 모리 코고로 외 다수 등장 |
| 970 | 877화 | 카가 아가씨 미스테리 투어 (후편)     | 가가 아가씨 미스테리 투어 (후편)(자막) 가하 아가씨 미스터리 투어 (후편) (더빙) | 2020년 2월 22일  | 2021년 2월 26일 2021년 12월 17일(더빙)       | 오리지널 ep 329            | (한) 시즌 19(더빙) 마지막화. |
| 대한민국 20기(우리말 녹음) 여는 곡: 조금씩 조금씩 대한민국 20기(우리말 녹음) 닫는 곡: 새빨간 lip (2022년 8월 26일 ~ 12월 23일, 투니버스(금 20:00~20:45, 971~1006화. 1000~1001화는 극장판 방영)) |       |                                      |                                                                                |                  |                                              |                            | |
| 971 | 878화 | 표적은 경시청 교통부 (1)             | 표적은 경시청 교통부 (1)(자막) 표적은 경찰청 교통과 (1)(더빙)                  | 2020년 3월 7일   | 2021년 3월 3일(자막) 2022년 8월 26일(더빙)   | 95권 File 10 ~ 96권 File 3 | (한) 20기 더빙판 시작. |
| 972 | 879화 | 표적은 경시청 교통부 (2)             | 표적은 경시청 교통부 (2)(자막) 표적은 경찰청 교통과 (2)(더빙)                  | 2020년 3월 14일  | 2021년 3월 4일 2022년 8월 26일(더빙)         | 95권 File 10 ~ 96권 File 3 | |
| 973 | 880화 | 표적은 경시청 교통부 (3)             | 표적은 경시청 교통부 (3)(자막) 표적은 경찰청 교통과 (3) (더빙)                 | 2020년 3월 21일  | 2021년 3월 5일(자막) 2022년 9월 2일(더빙)    | 95권 File 10 ~ 96권 File 3 | |
| 974 | 881화 | 표적은 경시청 교통부 (4)             | 표적은 경시청 교통부 (4)(자막) 표적은 경찰청 교통과 (4) (더빙)                 | 2020년 3월 28일  | 2021년 3월 10일(자막) 2022년 9월 2일(더빙)   | 95권 File 10 ~ 96권 File 3 | (일) 974화 이후 코로나19로 인해 약 3개월 동안 DR로 대체편성 |
| 975 | 882화 | 아내 찾기의 비밀                     | 아내 실종 사건의 비밀                                                          | 2020년 7월 4일   | 2021년 3월 11일(자막) 2022년 9월 16일(더빙)  | 오리지널 ep 330            | (한) 추석 특집으로 방영하지 않고 한 주 미룸. |
| 976 | 883화 | 추적! 탐정택시                       | 추적! 탐정택시                                                                 | 2020년 7월 18일  | 2021년 3월 12일(자막) (더빙) 2022년 9월 16일 | 오리지널 ep 331            | 에도가와 코난, 모리 코고로 외 다수 등장 |
| 예순 두 번째 닫는 곡 : 별의 아이 |       |                                      |                                                                                |                  |                                              |                            | |
| 977 | 884화 | 깨진 어항                            | 깨진 어항                                                                      | 2020년 8월 1일   | 2021년 3월 17일 2022년 9월 23일              | 오리지널 ep 332            | 에도가와 코난, 모리 코고로 외 다수 등장 |
| 978 | 885화 | 강 건너의 사건                       | 강 건너편의 사건                                                               | 2020년 8월 15일  | 2021년 3월 18일 2022년 9월 23일              | 오리지널 ep 333            | 에도가와 코난, 소년 탐정단, 하이바라 아이, 다카기 와타루, 치바 카즈노부 외 다수 등장 |
| 979 | 886화 | 탐정을 끌고 다니다                   | 끌려다니는 명탐정                                                              | 2020년 8월 29일  | 2021년 3월 19일 2022년 9월 30일              | 오리지널 ep 334            | 에도가와 코난, 모리 코고로 외 다수 등장 |
| 980 | 887화 | 완전범죄의 권유                      | 완전 범죄를 위한 조언                                                          | 2020년 9월 5일   | 2021년 3월 24일 2022년 9월 30일              | 오리지널 ep 335            | 에도가와 코난, 모리 코고로, 다카기 와타루, 사토 미와코 외 다수 등장 |
| 981 | 888화 | 도련정에 오신 것을 환영합니다 (전편) | 도련님 정에 어서 오세요(전편)(자막) 어서오세요, 도련정에(전편)(더빙)           | 2020년 9월 19일  | 2021년 3월 25일 2022년 10월 7일              | 오리지널 ep 336            | 에도가와 코난, 소년 탐정단, 하이바라 아이, 메구레 경부, 다카기 와타루 외 다수 등장 |
| 982 | 889화 | 도련정에 오신 것을 환영합니다 (후편) | 도련님 정에 어서 오세요(후편) 어서오세요, 도련정에(후편)(더빙)                 | 2020년 9월 26일  | 2021년 3월 26일 2022년 10월 7                | 오리지널 ep 336            | |
| 쉰 두 번째 여는 곡 : JUST BELIEVE YOU |       |                                      |                                                                                |                  |                                              |                            | |
| 983 | 890화 | 키드 VS 코메이 표적이 된 입술(전편)  | 키드 VS 공명, 표적이 된 입술(전편)                                             | 2020년 10월 3일  | 2021년 3월 31일                              | 96권 File 4~7              | 에도가와 코난, 핫토리 헤이지, 토야마 카즈하, 모리 란, 모리 코고로, 스즈키 지로키치, 나카모리 경부, 모로후시 타카아키, 야마토 칸스케, 우에하라 유이, 사토 미와코, 다카기 와타루, 괴도키드 외 다수 등장 |
| 984 | 891화 | 키드 VS 코메이 표적이 된 입술(후편)  | 키드 VS 공명, 표적이 된 입술(후편)                                             | 2020년 10월 10일 | 2021년 4월 1일                               | 96권 File 4~7              | |
| 985 | 892화 | 두개의 본 얼굴 (전편)                | 두 가지 얼굴(전편)                                                             | 2020년 10월 24일 | 2021년 4월 2일                               | 오리지널 ep 337            | 에도가와 코난, 모리 코고로, 메구레 경부 외 다수 등장 |
| 986 | 893화 | 두개의 본 얼굴(후편)                 | 두 가지 얼굴(후편)                                                             | 2020년 10월 31일 | 2021년 4월 7일                               | 오리지널 ep 337            | |
| 987 | 894화 | 회사 해산 파티                       | 회사 해산 파티                                                                 | 2020년 11월 7일  | 2021년 4월 8일                               | 오리지널 ep 338            | 에도가와 코난, 모리 코고로, 모리 란, 메구레 경부 외 다수 등장 |
| 988 | 895화 | 서로 다투는 소녀들                   | 다투는 모델들                                                                  | 2020년 11월 14일 | 2021년 4월 9일                               | 오리지널 ep 339            | 에도가와 코난, 모리 란, 스즈키 소노코, 메구레 경부, 다카기 와타루 외 다수 등장 |
| 989 | 896화 | 아유미의 그림일기 사건               | 아유미의 그림일기 사건록(자막) 아름이의 그림일기 사건록(더빙)                  | 2020년 12월 5일  | 2021년 4월 14일                              | 오리지널 ep 340            | 에도가와 코난, 소년 탐정단 외 다수 등장 |
| 990 | 897화 | 오토매틱 비극 (전편)                 | 비극의 톱니바퀴 (전편)                                                         | 2020년 12월 12일 | 2021년 4월 15일                              | 오리지널 ep 341            | 에도가와 코난, 모리 코고로 외 다수 등장 |
| 991 | 898화 | 오토매틱 비극 (후편)                 | 비극의 톱니바퀴 (후편)                                                         | 2020년 12월 19일 | 2021년 4월 16일                              | 오리지널 ep 341            | |
| 992 | 899화 | 상가 카페에서의 사건                 | 카페에서 벌어진 사건                                                           | 2020년 12월 26일 | 2021년 4월 21일                              | 오리지널 ep 342            | 에도가와 코난, 모리 란, 스즈키 소노코, 치바 카즈노부, 메구레 경부, 다카기 와타루 외 다수 등장 |

### 내용주
1. ↑  「名探偵コナン」 보관됨 2017-05-10 - 웨이백 머신 (일본어). 닛폰 방송 금요로드SHOW! 방송 확정. 2016년 11월 23일에 확인함.

### 참조주
1. ↑  프랑스어로 '약혼자'라는 뜻이다.
2. ↑  진홍의 수학여행이 8월 23일 월요일 19:30 편성되었다.
3. ↑  19기 자막판 17~19화에 해당하는 미궁 칵테일 부분의 우리말 녹음이 자막판과 마찬가지로 TV에서 방영되지 않았다. 우리말 녹음은 스페셜로 다시보기로만 볼 수 있다. 또한 우리말 녹음은 TV 방영 화수가 자막판보다 3화씩 앞당기게 된다. 미궁 칵테일의 우리말 녹음 다시보기 가능 일자는 2021년 12월 8일부터이다.

## 같이 보기
- 명탐정 코난 (일본의 만화)
- 명탐정 코난 (애니메이션)